# Говорить Великий Львів
Говорить Великий Львів — українське суспільно-політичне ток-шоу, створене на телеканалі «НТА».

## Про проєкт
Програма почала виходити з 16 квітня 2019 року в прямому ефірі на телеканалах «НТА» та «ZIK», а також, своєму ютуб-каналі, о 19:15, щочетверга.
З 2020 року ток-шоу «Говорить Великий Львів» виходить щочетверга о 19:15 на телеканалах «НТА», «Еспресо TV», та у соцмережах телепроєкту На «ZIK» припинив вихід через зміну власника каналу, яким став Тарас Козак, соратник Віктора Медведчука.
У ток-шоу проходить обговорення найактуальніших та найгостріших тем в українському суспільстві. Серед гостей: народні депутати, політологи, економісти, журналісти та політичні експерти, пояснює автор програми Віталій Крутяков.

## Критика
|  | У цій програмі беруть участь і 40 глядачів, що підсилюють ефект промов основних учасників програми, якщо вони критикують політичних опонентів. |

Михайло Думич, глядач програми, 8.03.2020.

## Ведучі
- Віталій Крутяков
- Наталя Струк